# Chevrolet Corvette C5-R

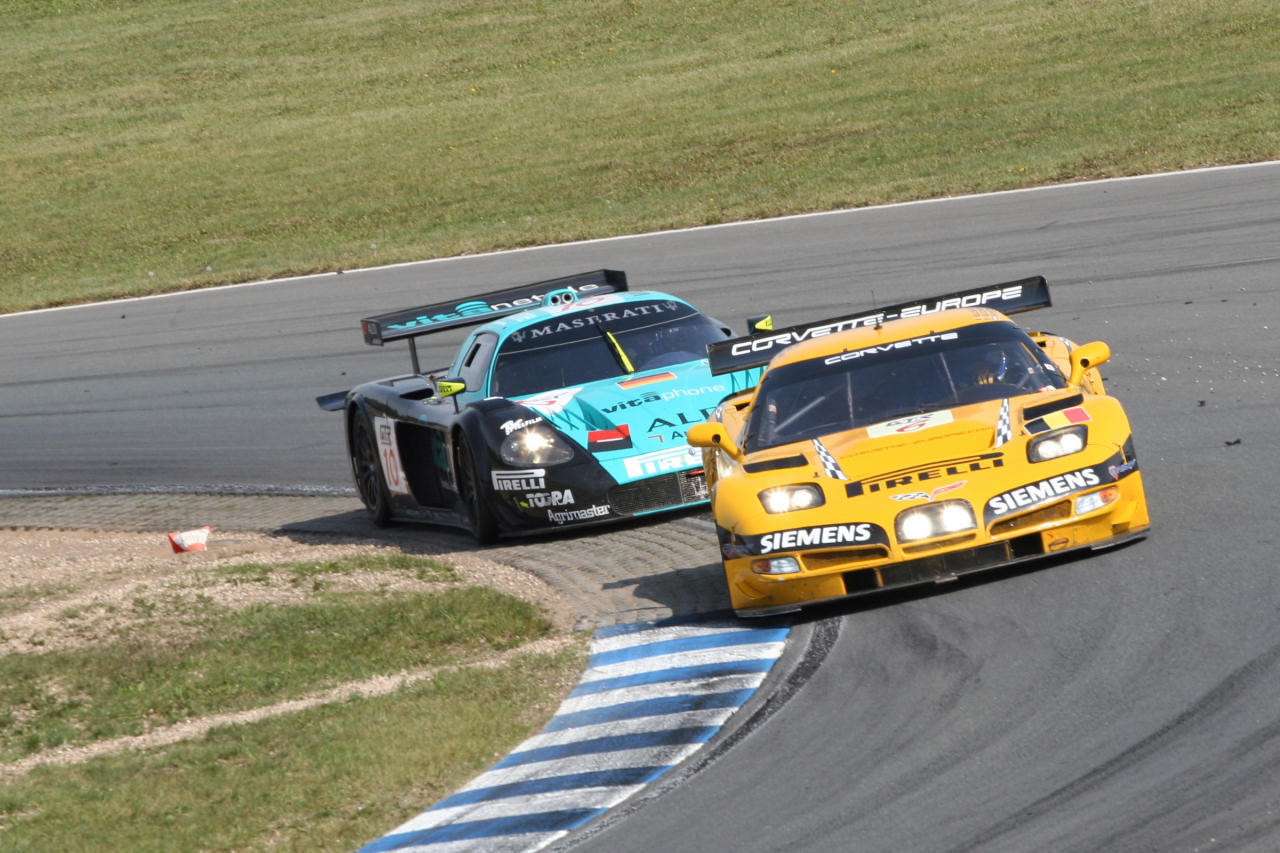
Eine Chevrolet Corvette C5-R von GLPK-Carsport vor einem Maserati MC12 beim Lauf der FIA-GT-Meisterschaft 2005 in Oschersleben

Die Chevrolet Corvette C5-R ist ein GT1-Rennwagen, der von Pratt & Miller und General Motors für Sportwagenrennen entwickelt wurde. Das Fahrzeug basiert auf der Corvette C5, ist aber ausschließlich für den Einsatz im Motorsport konzipiert. Es wurde eines der erfolgreichsten GT-Rennwagen und erzielte sowohl Klassensiege beim 24-Stunden-Rennen von Daytona, beim 12-Stunden-Rennen von Sebring und beim 24-Stunden-Rennen von Le Mans als auch Meisterschaftssiege in der American Le Mans Series. Die Corvette C5-R debütierte 1999 im Motorsport und wird auch heute noch eingesetzt, obwohl sie bereits weitgehend durch die Corvette C6.R ersetzt wurde.

## Entwicklung
Die Corvette C5-R war ein Teil des Plans von General Motors und seiner Marke Chevrolet, ein Werksteam zu gründen, um in Sportwagenrennen auf der ganzen Welt, vor allem beim 24-Stunden-Rennen von Le Mans, teilzunehmen. General Motors war vorher gegen die Werksunterstützung des Corvette-Rennprogramms und engagierte sich vorher nur mit der Corvette GTP, die bis 1989 in der IMSA-GT-Meisterschaft antrat, im Motorsport. Allerdings handelte es sich bei der Corvette GTP nicht um einen Motorsportableger der Serien-Corvette, sondern um ein komplett neues Fahrzeug. Mit Erscheinen der Corvette C5 entschied sich General Motors dazu, das Potenzial des neuen Fahrzeugs aufzuzeigen und einen seriennahen Rennwagen zu entwickeln. Das Ziel war es, mit den Herstellern Chrysler und Porsche, welche mit der Chrysler Viper GTS-R und dem Porsche 911 GT2 bereits im GT-Rennsport vertreten waren, zu konkurrieren.
General Motors beauftragte die Firma Pratt & Miller aus Michigan, den neuen Rennwagen zu entwickeln und aufzubauen und auch das Rennteam in Vorbereitung auf das Motorsportdebüt 1999 zu organisieren. Auch Riley & Scott unterstützte das Projekt, indem es für ein Jahr ein zweites Team leitete. Als das Team unter Zeitdruck stand, verwendeten Pratt & Miller und General Motors zum Testen des Motors und anderen Teilen, welche im späteren Rennwagen verwendet werden sollten, stark modifizierte Straßenwagen.
Später wurde das Rennchassis entwickelt, welches nur noch in der Struktur Gemeinsamkeiten mit den Straßenwagen hatte. Eine Feuerschutzwand wurde direkt hinter dem Fahrersitz im Cockpit platziert, welche aber die Sicht nach hinten innerhalb des Fahrzeugs verhinderte. Am Heck wurden ein großer Diffusor und ein Heckflügel befestigt, während vorne ein Splitter angebaut und Öffnungen in die Motorhaube eingebracht wurden. Weiterhin wurden permanente Frontscheinwerfer verbaut, welche die Klappscheinwerfer des Straßenfahrzeugs ersetzten.
In der Corvette C5-R arbeitete zu Beginn der Saison 1999 ein Sechsliter-V8-Motor, welcher auf dem LS1-Motor aus dem Straßenwagen basierte. Einige Monate später wurde dieser durch einen Siebenliter-V8-Motor ersetzt, welcher über die gesamte restliche Bauzeit der Corvette C5-R der Standardmotor blieb. Der von Katech Engine Development konstruierte Motor verwendete aber weiterhin Elemente des LS1-Motors aus dem Straßenwagen.
Pratt & Miller baute von 1999 bis 2004 insgesamt elf Chassis der Corvette C5-R, von denen zehn direkt von Corvette Racing, dem Motorsportteam von Pratt & Miller, verwendet wurden und nur eines von Anfang an für Privatteams bestimmt war. Zuletzt wurde noch ein zwölftes C5-R-Chassis gebaut, welches aber nur zur Erprobung der neuen Corvette C6.R diente.

### Modifikationen
Als die Corvette C5-R in den folgenden Jahren an Wettbewerben teilnahm, wurde sie mehrfach weiterentwickelt, um gegenüber stärkeren Gegnern konkurrenzfähig zu bleiben. Unter diesen Überarbeitungen befanden sich Veränderungen an der Aerodynamik, um den Abtrieb zu erhöhen. Das Design der Motorhaube wurde während der Saison 1999 verändert, wobei die kleinen Öffnungen durch eine große ersetzt wurde, wodurch die Luft besser ausströmen konnte. Die im Jahr 2000 gebauten dritten und vierten Chassis unterschieden sich von den ersten beiden, indem sie 7,5 cm breiter gebaut wurden, um den Grip zu erhöhen.
Spätere Modifikationen beinhalteten Technik, welche für die Corvette C6.R entwickelt wurde. Darunter befanden sich eine Klimaanlage für mehr Komfort sowie eine Heckkamera am Stoßfänger und ein Monitor im Cockpit, um das Fehlen eines Heckfensters zu kompensieren. 

### Technische Daten
| Daten           | C5-R                       | C5                         |
| --------------- | -------------------------- | -------------------------- |
| Länge           | 4643 mm                    | 4570 mm                    |
| Breite          | 1999 mm                    | 1870 mm                    |
| Radstand        | 2659 mm                    | 2656 mm                    |
| Hubraum         | 7,0 Liter                  | 5,7 Liter                  |
| Leistung        | 447 kW/610 PS bei 6200/min | 257 kW/350 PS bei 5400/min |
| Max. Drehmoment | 772 Nm bei 5600/min        | 483 Nm bei 4200/min        |

Hier in der Tabelle zum Vergleich eine normale, serienmäßige Corvette C5.

## Renngeschichte

### Rennerfolge
- 1999: 24H Daytona Continental: 3. Platz in der Klasse GT2
- 1999: Peak International Raceway: 2. Platz
- 1999: Laguna Seca: SCCA-World-Challenge-Sieger/2. in der GTS-Klasse
- 1999: Sears Point Raceway: 2. in der Klasse GTS
- 2001: Die C5-R gewinnt die Saison mit 8 von 10 gefahrenen Rennen in der GTS-Klasse, inkl. 24-Stunden-Rennen von Daytona und ein Doppelsieg bei dem 24-Stunden-Rennen von Le Mans
- 2002: Ein neues Getriebekonzept wird eingebaut. Von nun an bilden Getriebe und Differenzial eine Einheit. Die C5-R gewinnt erneut den Titel in der GTS-Klasse und wiederholt ihren Doppelsieg in Le Mans.
- 2003: etliche Klassensiege in der American Le Mans Series, unter anderem das 12-Stunden-Rennen von Sebring
- 2004: Die C5-R ist in allen zehn Rennen auf der Poleposition, gewinnt alle zehn Rennen in der GTS-Klasse und bricht sämtliche Rundenrekorde. Erneuter Doppelsieg bei den 24-Stunden-Rennen von Le Mans.
- 2005: Die C5-R nimmt an der FIA-GT-Rennserie teil, gewinnt in Italien, Zhuhai und China und besetzt etliche Male Podiumsplätze. In der ALMS erreicht sie auch Podiumsplätze hinter ihrer Nachfolgerin der C6-R.
- 2006: Die C5-R kehrt nach Le Mans zurück (Privatrennstall) und beendet das Rennen auf der 3. Position hinter dem zweitplatzierten Aston Martin DBR9 und der erstplatzierten C6-R.

### Corvette Racing
Mit zwei fertiggestellten Fahrzeugen trat Corvette Racing 1999 beim 24-Stunden-Rennen von Daytona an. Die Corvette C5-R des Kanadiers Ron Fellows und der US-Amerikaner Chris Kneifel und John Paul jr. beendete das Rennen auf Platz 18 in der Gesamtwertung mit 34 Runden Rückstand auf den Klassensieger. Nach Ausfällen beim 12-Stunden-Rennen von Sebring bestritt Riley & Scott bis zum Saisonende einige Läufe in der American Le Mans Series. Die einzige eingesetzte Corvette C5-R erreichte in Sears Point und Laguna Seca jeweils den zweiten Platz in ihrer Klasse hinter einer Werks-Viper.
Die Saison 2000 begann Pratt & Miller als einziges Corvette-Team erneut beim 24-Stunden-Rennen von Daytona. Die Corvette von Fellows, Kneifel und dem neu hinzugekommenen Briten Justin Bell verbesserte sich im Vergleich zum Vorjahr stark und beendete das Rennen als Gesamt-Zweiter mit nur einer Minute Rückstand auf die siegreiche Werks-Viper. Die verschiedenen Prototypen konnten deutlich geschlagen werden. Trotzdem war das Team nicht dazu in der Lage, auch beim 12-Stunden-Rennen von Sebring mit der Viper mitzuhalten und auch nicht beim Debüt der Corvette C5-R beim 24-Stunden-Rennen von Le Mans. Das Team meldete sich zurück, als es in der American Le Mans Series seinen ersten Klassensieg einfuhr. Es gelang, das Viper-Team sowohl in Texas als auch beim Petit Le Mans zu schlagen. Obwohl die Corvette C5-R nur einen Teil der Saison bestritt, erreichte Corvette Racing den dritten Platz in der Meisterschaft der GTS-Klasse.
2001 konnte sich Corvette Racing beim 24-Stunden-Rennen von Daytona erneut verbessern. Die Corvette C5-R schlug die Prototypen und fuhr selbst den Gesamtsieg ein. Bei dem Rennen nahmen erstmals Dale Earnhardt und Dale Earnhardt Jr. teil, welche zugleich auch ihr erstes Rennen auf der Corvette C5-R bestritten, und ihr Fahrzeug auf dem vierten Platz ins Ziel brachten. Da die Corvette C5-R nun zu siegen imstande war, bestritt Pratt & Miller seine erste volle Saison in der American Le Mans Series und erzielte sechs Klassensiege, darunter auch zum zweiten Mal den Klassensieg beim Petit Le Mans. Die Corvette C5-R erzielte auch seinen ersten Klassensieg beim 24-Stunden-Rennen von Le Mans, das sie mit 34 Runden Vorsprung auf den nächsten Mitstreiter in ihrer Klasse und auf dem achten Platz in der Gesamtwertung beendete.
Corvette Racing kehrte 2002 aufgrund von Reglementsänderungen nicht zum 24-Stunden-Rennen von Daytona zurück, nahm aber weiterhin an der American Le Mans Series teil. Die Corvette C5-R gewann neun von zehn Rennen und erzielte erstmals auch den Klassensieg beim 12-Stunden-Rennen von Sebring. Nur gegen den neuen Ferrari 550-GTS Maranello von Prodrive musste Corvette Racing eine Niederlage einstecken. Außerdem sicherte sich Corvette Racing seinen zweiten Klassensieg beim 24-Stunden-Rennen von Le Mans. 
Nach zwei Jahren Dominanz in seiner Klasse erhielt Corvette Racing 2003 erstmals einen ernstzunehmenden Herausforderer. Prodrive entschied sich dazu, seine Ferraris eine komplette Saison in der American Le Mans Series bestreiten zu lassen. Obwohl sie am Anfang der Saison gegenüber der Corvette C5-R nicht konkurrenzfähig war, gewann sie die letzten vier Saisonrennen, darunter auch das Petit Le Mans. Dennoch konnte sich Corvette Racing mit einem Vorsprung von vier Punkten auf Prodrive die Meisterschaft sichern. Die Ferraris schlugen erneut zu, als sie die Siegesserie von Corvette Racing beim 24-Stunden-Rennen von Le Mans beendeten, ausgerechnet beim 50-jährigen Jubiläum der Corvette.
Prodrive kehrte 2004 nicht in die American Le Mans Series zurück, weshalb Corvette Racing die Saison abräumen und zum vierten Mal in Folge die Meisterschaft gewinnen konnte. Obwohl Prodrive beim 24-Stunden-Rennen von Le Mans antrat, gelang es Corvette Racing, sich für die Niederlage im Vorjahr zu revanchieren und den dritten Klassensieg bei der Veranstaltung einzufahren. Die Saison war die letzte, in der Corvette Racing die Corvette C5-R einsetzte. Die Entwicklungsarbeiten an der neuen Corvette C6 führten zu einem neuen Rennwagen, genannt Corvette C6.R, welches das Werksteam ab der Saison 2005 einsetzte.
Insgesamt erzielte Corvette Racing auf der Corvette C5-R 31 Klassensiege in der American Le Mans Series, drei Klassensiege beim 24-Stunden-Rennen von Le Mans und einen Gesamtsieg beim 24-Stunden-Rennen von Daytona.

### Privatteams
Anfangs wurden die Corvette C5-R ausschließlich für das Werksteam Corvette Racing gebaut. Erst 2001 nahm Pratt & Miller Gespräche mit anderen Teams auf, um ihre Corvette C5-R zu verkaufen. Das britische Team Atomic Kitten Racing plante 2001, zwei brandneue Fahrzeuge zu kaufen, konnte aber keinen Vertrag abschließen. Erst 2003 wurde die erste Corvette C5-R an ein Privatteam verkauft.

#### Selleslagh Racing Team
Der erste Kunde der Corvette C5-R war der Belgier Patrick Selleslagh, der das Selleslagh Racing Team in der belgischen GT-Meisterschaft leitete. Die beste Platzierung des Fahrzeugs war ein zweiter Platz bei einem Meisterschaftslauf in Spa. Das Team trat auch beim 24-Stunden-Rennen von Spa-Francorchamps, das als Teil der FIA-GT-Meisterschaft ausgetragen wird, an und erreichte das Ziel auf Platz 18.
2004 erzielte das Team als bestes Resultat neben einigen dritten Plätzen erneut Platz zwei bei einem Meisterschaftslauf in Spa. 2005 übernahm das Fahrzeug die Kontrolle in der belgischen GT-Meisterschaft. Nach dem Sieg beim Saisoneröffnungsrennen in Zolder gewann das Selleslagh Racing Team noch vier weitere Rennen, darunter auch das 24-Stunden-Rennen von Zolder. So konnte das Team die Meisterschaft für sich entscheiden. Außerdem erzielte es den achten Platz beim 24-Stunden-Rennen von Spa-Francorchamps.
Ende 2005 kaufte das Selleslagh Racing Team eine ehemalige Werks-Corvette, um sie zum bestehenden Fahrzeug zu ergänzen. Beide Fahrzeuge bestritten in der Saison 2006 die französische GT-Meisterschaft. Die beste Platzierung des Teams war ein zweiter Platz in Nogaro. 2007 wurde nur noch eine Corvette C5-R in der französischen GT-Meisterschaft eingesetzt, welche fünf Rennen auf dem dritten Platz beendete. Die zweite Corvette C5-R setzte das Selleslagh Racing Team in der FIA-GT-Meisterschaft ein. Dort gewann sie drei Rennen des Citation Cups und beendete das 24-Stunden-Rennen von Spa-Francorchamps auf Platz zehn.

#### Pacific Coast Motorsports
Der US-Amerikaner Tom Figge kaufte 2004 als zweiter Kunde eine Corvette C5-R, obwohl sie kein neues, sondern ein ehemaliges Werksfahrzeug war. Er setzte das Fahrzeug 2005 in seinem Team Pacific Coast Motorsports in der American Le Mans Series ein. Zwar wurde nicht erwartet, das Team könne mit Corvette Racing mithalten, doch tat es sich auch gegen andere Privatteams wie ACEMCO Motorsports mit seinem Saleen S7R schwer. Das Team fuhr in seiner Klasse nur ein Mal in sieben Rennen auf das Podium, bevor es die Rennserie verließ.

#### GLPK-Carsport
Das belgisch-niederländische Team GLPK-Carsport kaufte eine weitere ehemalige Werks-Corvette, mit welcher das Team 2005 eine volle Saison in der FIA-GT-Meisterschaft bestritt. Das Team gewann in seiner Debütsaison zwei Rennen in Imola und Zhuhai. Beim 24-Stunden-Rennen von Spa-Francorchamps erreichte das Team das Ziel auf Platz vier, allerdings wurde es später disqualifiziert. GLPK-Carsport beendete die Saison auf dem vierten Platz in der Teamwertung und war damit bestes Team, welches nur ein Fahrzeug einsetzte.
In der Saison 2006 setzte GLPK-Carsport die Corvette C5-R nun in der belgischen GT-Meisterschaft ein, während seine neue Corvette C6.R an der FIA-GT-Meisterschaft teilnahm. Das Team gewann seine Debütsaison in der belgischen GT-Meisterschaft. Als sich das Team 2007 aufspaltete, übernahm Carsport Holland die Corvette C6.R, während es PK-Carsport die Corvette C5-R überließ. PK-Carsport kehrte mit der Corvette C5-R wieder zur FIA-GT-Meisterschaft zurück. Sein bestes Resultat erzielte es mit dem zweiten Platz beim Saisonabschluss in Zolder. In Oschersleben überquerte die Corvette von PK-Carsport sogar als erstes die Ziellinie, wurde aber nachträglich disqualifiziert. Eines der besten Ergebnisse der Saison erzielte das Team auch beim 24-Stunden-Rennen von Spa-Francorchamps, das es als Dritter mit nur drei Runden Rückstand auf den Sieger beendete.

#### PSI Experience
Nach dem Rückzug von Pacific Coast Motorsports aus der American Le Mans Series stand seine Corvette C5-R zum Verkauf. Das belgische Team PSI Experience kaufte das Fahrzeug neben einer Corvette C6.R. Mit beiden Fahrzeugen bestritt das Team 2006 die französische GT-Meisterschaft. Die Corvette C5-R, unter anderem von David Hallyday gesteuert, siegte beim Rennen in Lédenon. PSI nahm außerdem am 24-Stunden-Rennen von Spa-Francorchamps teil, bei welchem es das Ziel auf dem elften Platz erreichte.
PSI Experience trat auch 2007 wieder in der französischen GT-Meisterschaft an. Die Corvette C5-R erzielte erneut einen Sieg, dieses Mal in Nogaro. Das Fahrzeug wurde außerdem als Teil der Citation Cups bei einigen Läufen der FIA-GT-Meisterschaft eingesetzt.

#### Luc Alphand Aventures
Als eine der letzten Corvette C5-R, die verkauft wurden, kaufte der französische Olympiateilnehmer Luc Alphand ein ehemaliges Werksfahrzeug, um es 2006 in der Le Mans Series einzusetzen. Das Fahrzeug schlug sich gut und erzielte in fünf Rennen zwei zweite und einen dritten Platz. Damit schloss das Team die Saison auf dem dritten Meisterschaftsplatz ab. Das Team trat auch beim 24-Stunden-Rennen von Le Mans an und beendete es überraschend als Dritter in seiner Klasse hinter einer werksseitig eingesetzten Corvette C6.R und einem Aston Martin DBR9.
2007 wurde das Team um eine Corvette C6.R ergänzt. Beide Fahrzeuge nahmen sowohl an der Le Mans Series als auch an der französischen GT-Meisterschaft teil. Die Corvette C5-R fuhr in der französischen GT-Meisterschaft drei Mal auf den zweiten Platz, während sie in der Le Mans Series nur zwei dritte Plätze einfuhr. Das Fahrzeug wurde außerdem wieder beim 24-Stunden-Rennen von Le Mans eingesetzt, beendete es aber nur auf einem abgeschlagenen 24. Platz.